# Uvarovskij rajon
L'Uvarovskij rajon (in russo Уваровский район?) è un rajon dell'Oblast' di Tambov, nella Russia europea; il capoluogo è Uvarovo. Istituito nel 1928, ricopre una superficie di 1.150 chilometri quadrati e consta di una popolazione di circa 11.000 abitanti.